# 天主教佛得角的聖地牙哥教區
天主教佛得角的聖地牙哥教區（拉丁語：Dioecesis Sancti Iacobi Capitis Viridis）是羅馬天主教會在非洲佛得角、直屬教廷的一個教區。因位於聖地牙哥島而得名。
教區範圍包括背風群島，教座位於首都培亞。2010年有教友311,922人（佔轄區人口85.5%），有卅四名司鐸、廿一個堂區。現任教區主教為阿林多·戈麥斯·富爾塔多準樞機。

## 歷史
1553年1月31日自豐沙爾教區分出，成為教區。